# Panamerički kup u dvoranskom hokeju
Panamerički kup u dvoranskom hokeju (eng. Indoor Pan American Cup) je međunarodno natjecanje američkih reprezentacija u športu dvoranskom hokeju.
Krovna organizacija za ovo natjecanje je Panamerička hokejaška federacija (eng. Pan American Hockey Federation, kratica: PAHF). 
Natjecanje se prvi put održalo 2002. godine u muškoj i ženskoj konkurenciji.

## Muški

### Sažetci
| Godina | Domaćin             | Zlato  | Srebro            | Bronca            |
| ------ | ------------------- | ------ | ----------------- | ----------------- |
| 2008.  | San Juan, Argentina | SAD    | Argentina         | Peru              |
| 2005.  | Kitchener, Kanada   | Kanada | Trinidad i Tobago | SAD               |
| 2004.  | Valencia, Venezuela | Kuba   | SAD               | Venezuela         |
| 2002.  | Rockville, SAD      | Kanada | SAD               | Trinidad i Tobago |

### Vječna ljestvica
Osvajači odličja nakon kupa 2008.
| Momčad            | Prvaci | Doprvaci | Brončani |
| ----------------- | ------ | -------- | -------- |
| Kanada            | 2      | 0        | 0        |
| SAD               | 1      | 2        | 1        |
| Kuba              | 1      | 0        | 0        |
| Trinidad i Tobago | 0      | 1        | 1        |
| Argentina         | 0      | 1        | 0        |
| Peru              | 0      | 0        | 1        |
| Venezuela         | 0      | 0        | 1        |

## Žene

### Sažetci
| Godina | Domaćin             | Zlato             | Srebro    | Bronca            |
| ------ | ------------------- | ----------------- | --------- | ----------------- |
| 2008.  | San Juan, Argentina | Argentina         | SAD       | Meksiko           |
| 2005.  | Kitchener, Kanada   | Kanada            | SAD       | Trinidad i Tobago |
| 2004.  | Valencia, Venezuela | Kuba              | Venezuela | -                 |
| 2002.  | Rockville, SAD      | Trinidad i Tobago | Meksiko   | SAD               |

### Vječna ljestvica
Osvajačice odličja po stanju nakon kupa 2008.
| Djevojčad         | Prvakinje | Doprvakinje | Brončane |
| ----------------- | --------- | ----------- | -------- |
| Trinidad i Tobago | 1         | 0           | 1        |
| Argentina         | 1         | 0           | 0        |
| Kuba              | 1         | 0           | 0        |
| Kanada            | 1         | 0           | 0        |
| SAD               | 0         | 2           | 1        |
| Venezuela         | 0         | 1           | 0        |
| Meksiko           | 0         | 1           | 1        |

## Vanjske poveznice
- (engl.) Panamerička hokejska federacija